# プブリリウス氏族
プブリリウス氏族（ラテン語: Publilii）は、古代ローマの氏族のひとつ。プレプス (平民)
出身で、プレプスの権利拡大のためのプブリリウス法を成立させた。

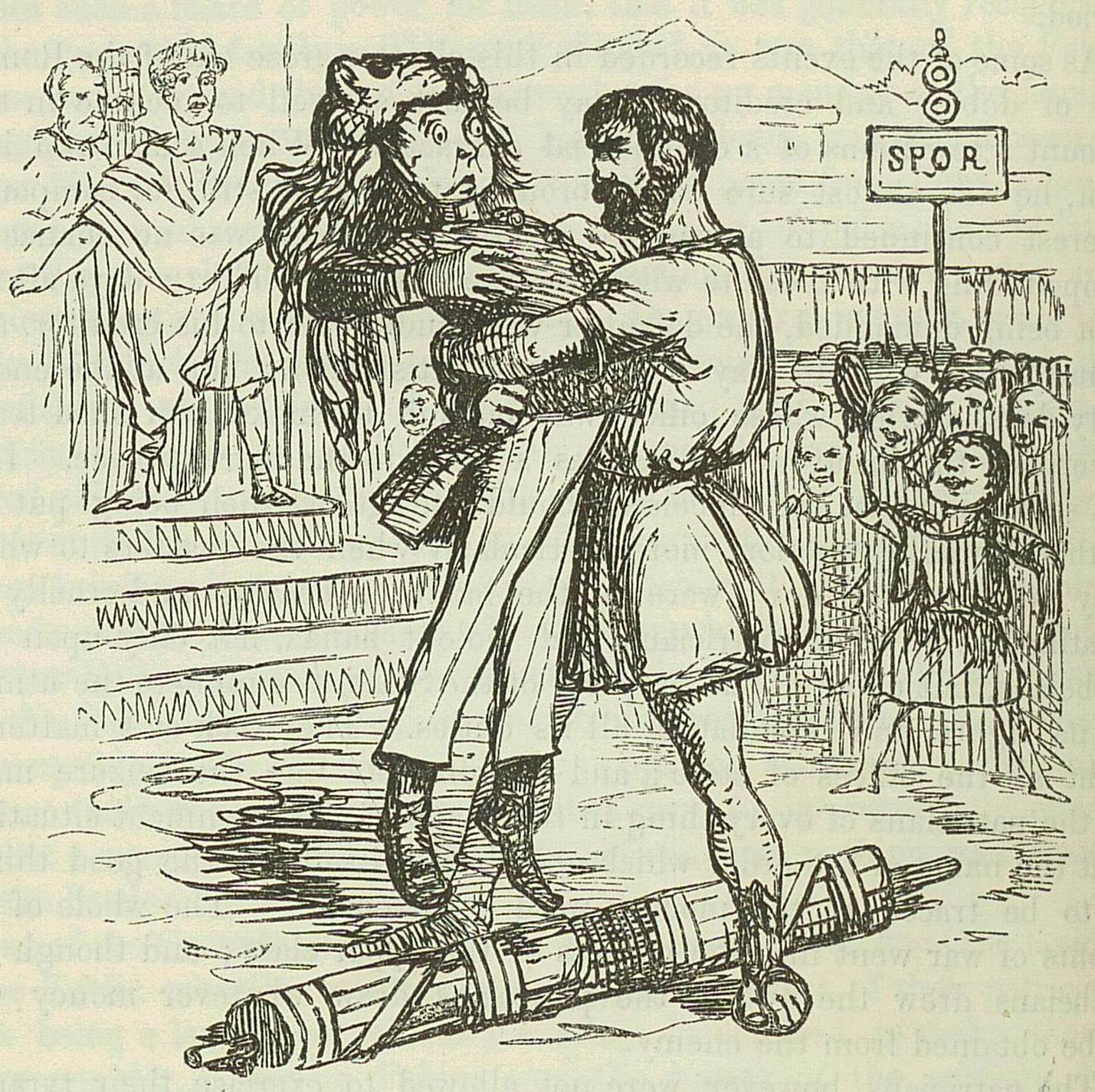
リクトルに捕まるウォレロ・プブリリウス

## メンバー
- ウォレロ・プブリリウス：紀元前472年の護民官。護民官選挙をクリア民会からトリブス民会で行うよう改変するプブリリウス法 (紀元前471年)（英語版）を提出[1]
  - ルキウス
    - ルキウス・プブリリウス・ピロ・ウルスクス：紀元前400年の執政武官[2]

  - プブリウス
    - ウォレロ・プブリリウス・ピロ：紀元前399年の執政武官[3]
- クィントゥス・プブリリウス：紀元前384年の護民官。マルクス・マンリウス・カピトリヌスを叛逆罪で告発[4]
- クィントゥス (紀元前384年の護民官？)
  - クィントゥス
    - クィントゥス・プブリリウス・ピロ：紀元前339年、327年、320年、315年の執政官。ホルテンシウス法の先駆的なプブリリウス法を成立させる[5]
- プブリリウス：紀元前321年のトリブヌス・ミリトゥム[6]
- ティトゥス・プブリリウス：紀元前300年のオグルニウス法によって選出されたプレプス出身アウグルの一人[7]
- プブリリア：マールスの女神官。紀元前154年に夫を毒殺したとして告発される[8]
- ガイウス・プブリリウス：紀元前146年のクァエストル。おそらくこの年の執政官ルキウス・ムンミウスの下、マケドニアで硬貨を発行[9]
- ルキウス・ピロ：紀元前102年のクァエストル。ピロというコグノーメンからプブリリウス氏族もしくはウェトゥリウス氏族の可能性がある[10]